# El Museo Mexicano
El Museo Mexicano oder auch The Mexican Museum (dt.: Das mexikanische Museum) ist ein Museum in San Francisco, das 1975 vom Künstler Peter Rodríguez gegründet wurde.
Ursprüngliches Ziel war es, in diesem Museum den „ästhetischen Ausdruck der Mexikaner und Mexikanischen Amerikaner auszustellen“. Hinzu kam dann auch Kunst der Latinos und Chicanos. Das Museum war das erste seiner Art außerhalb Mexikos. Heute verfügt das Museum, das seinen Sitz 1982 vom San Francisco’s Mission District ins Fort Mason Center verlegte, über 12.000 Exponate.
2001 wurde der Beschluss gefasst, das Museum dauerhaft in den San Francisco’s Yerba Buena Arts District zu verlegen. Das  neue Gebäude wurde von Ricardo Legorreta entworfen, dessen Arbeit 2006 mit dem Design Award der Society of American Registered Architects (SARA) ausgezeichnet wurde.